# トルコ学

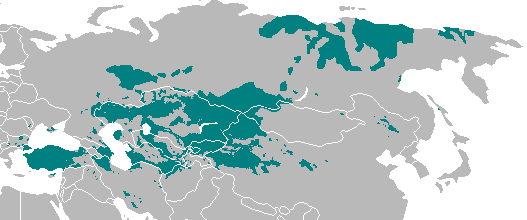
チュルク語族の分布

トルコ学（英: Turkology、土: Türkoloji）は、トルコ人（英: Turks）を扱う科学の一分野である。最も広い意味では、トルコ人と関係するあらゆる事柄を扱うが、通常はより狭い意味で、トルコ人の言語や歴史や文学その他の文化的活動を扱う。

## トルコ学の対象
通常、トルコ人（英: Turk）という言葉には二つの意味がある。狭い意味ではトルコ共和国のトルコ語話者のことである（便宜上、英: Turkishなどと表記される）。広い意味ではチュルク語族に属する言語を話すすべての人を指す（テュルク系民族、英: Turkicなどと表記される）。ただしこれは過去数十年といった単位での比較的新しい考え方であり、かつてはTurkishに相当する語でチュルク諸語もしくはテュルク諸民族をも指していた。トルコ学が実際には広くテュルク系民族を対象としているにもかかわらず、テュルク学（TurkicologyもしくはTurkic studies）と呼ばれていないのはこの名残である。
テュルク系民族の地理的範囲は、移住によってここ数十年で大幅に拡大したが、それ以前でも東は中華人民共和国から西は東南ヨーロッパ、北はロシア（シベリア）から南は中東の国々にまで及んでいた。
トルコ語圏のすべての国、民族グループ、少数民族の人口は現在、少なくとも3億人に達する。 1980年代、ユネスコは、第2言語または第3言語としてチュルク語族を話す人々の数を加味すればチュルク語話者は約2億人と推定した。今日、人口の増加により、より多くの数を推定できる。が、トルコ語話者とトルコ民族とは必ずしも一致しない（テュルク系民族を参照）。最古の文献は西暦600年から800年ごろの物である。
さまざまなテュルク系の人々がさまざまな宗教に属している。最も重要な宗教には、イスラム教、キリスト教、仏教、ユダヤ教、先住民の宗教などがある。マニ教も歴史的に大きな役割を果たした。
現在のテュルク系の人々の大多数はイスラム教徒、特にスンニ派である。仏教徒の集団としてはユグル族とトゥバ人がある。チュヴァシ人とガガウズ人はキリスト教を主たる信仰としている。クリミア・カライム人はカライ派ユダヤ教徒である。
トルコ学の主な研究対象は、トルコ共和国、オスマン帝国、テュルク諸国、中央アジアである。

## 歴史
古代から、旅行家や地理学者、外交使節などは、西アジアや中央アジアなどを訪問した際、トルコ諸族の独特な風俗や習慣について、ヨーロッパの世界に報告し紹介しようとした。その著名な例としては、マルコ・ポーロによる旅行記「東方見聞録」がある。このような慣例によって、欧米において「トルコ学」が生まれたとされる。
オスマン帝国とヨーロッパ諸国との外交・貿易による関係は、15世紀～16世紀以降により密接なものとなったが、旅行家や外交使節などによる前述の報告も、学問的、体系的なものとなっていった。風俗や習慣についてはもちろんのこと、オスマン帝国における宮廷制度や国家機構、法制度や社会・経済機構などについても報告されるようになった。

## フランスにおけるトルコ学
トルコ学者で歴史家のジル・ヴェンステイ  によれば、フランスのトルコ学の起源は16世紀に遡る。当時のトルコは最強の軍事力を有していた。1538年、学識に優れ多言語をマスターしたギョーム・ポステルは「王の教授(後のコレージュ・ド・フランス)」で最初の東洋言語の教授となった（ギリシャ語、ヘブライ語、アラビア語をマスター）。彼はトルコにも興味を持っていた。彼は2回、オスマン帝国を訪れた。一度目は1535年で、このときはフランソワ1世の派遣した大使、ジャン・デ・ラ・フォーレに同行した。その後1549年にも訪問し、その後、彼はトルコで目にしたことをまとめてDe la République des Turcs（1560年）と題した本を書いた。言語への情熱から彼はトルコ語を学び、本の1575年版には、11ページ分のトルコ語-フランス語-ラテン語の辞書と、9ページ分の文法に関する覚え書きを追加した。この種の物としては、16世紀にフランス語で書かれた物としては唯一だった 。
西ヨーロッパの国々では17世紀半ばからトルコ語の文書が蓄積されはじめた。理由は主に実践的なもの（外交だったり、キリスト教世界を守るためだったり、18世紀に南フランスのマルセイユを経由する東地中海貿易が繁栄していた）だった。特にフランス、ヴェネツィア、ハプスブルク帝国、ポーランドなどでは、トリセマ（仏: truchements）またはドラゴマンと呼ばれるトルコ語の通訳が養成されていた。これらの翻訳者は、理想的にはトルコ語だけでなく、アラビア語とペルシア語も理解する必要があった。これらはすべてオスマン帝国の影響下にある地域で話されていた。
1551年、イスタンブールに伊: Scuola dei Giovani di Linguaという学校が設立された。直訳すれば「若者の言語学校」であり、通訳見習いを養成するものだった（学校名はトルコ語: dil oğlanıをイタリア語: giovani di linguaに直訳したものだった）。1669年、コルベールはイスタンブールにフランス学校を設立し、1700年からフランス王国は若手の東洋学者をパリ（リセ・ルイ＝ル＝グラン）に招くようになった。

## 日本におけるトルコ学
三沢 伸生によれば、日本におけるトルコ学は地域及び典拠から大きく2つのグループに分かれている。中国（漢文）資料に基づく周辺地域のチュルク系民族に対する研究が比較的古くからある一方で、欧米のトルコ学で枢要を占める、アナトリア半島周辺のトルコを対象とした研究は新規分野である。